# Aganope lucida
Aganope lucida är en ärtväxtart som först beskrevs av John Gilbert Baker, och fick sitt nu gällande namn av Roger Marcus Polhill. Aganope lucida ingår i släktet Aganope och familjen ärtväxter. Inga underarter finns listade i Catalogue of Life.